# La ciencia de hacerse rico
La ciencia de hacerse rico es un libro escrito por Wallace D. Wattles, autor del Nuevo Pensamiento; publicado en 1910 por Elizabeth Towne. Fue la principal motivación para la película y el libro El Secreto de Rhonda Byrne. Consta de un prefacio y 17 breves capítulos que explican como sobreponerse a todo tipo de condicionamientos (mentales, sociales, de salud, etc.) para, a través de la creación y no de la competencia, alcanzar y atraer riquezas.

## Contexto histórico
La ciencia de hacerse rico se basa en lo que Wattles llamó "la Forma Certera de Pensar." 
De acuerdo a Mitch Horowitz, editor en jefe del sello Jeremy Tarcher perteneciente a Penguin Books, quien reeditó este título en 2007, La "Forma Certera" de Wattles proviene del "movimiento de curación mental" que comenzara a mediados del siglo XIX con Phineas P. Quimby. 
Wattles, anteriormente metodista, se postuló a un cargo como candidato socialista en Indiana en 1916. Él incluyó la palabra ciencia en el título de este libro, reflejando su pertenencia al Nuevo Pensamiento. La técnica mental que denominó "pensar en Forma Certera" busca establecer un estado de positividad y autoafirmación que atrae la riqueza.  
Los conceptos y técnicas tras la "Forma Certera" de Wattles se encuentran también en los escritos de otros autores de comienzos del siglo XX tales como Charles F. Haanel (The Master Key System), el ministro Metodista Frank Channing Haddock (Power of Will, Power for Success, Mastery of Self for Wealth Power Success), y Elizabeth Towne (How to Grow Success). Towne publicó otros libros y artículos de revista de Wattles: La ciencia de hacerse rico (1911) es un título que acompaña a otro libro del autor sobre la salud desde una perspectiva del Nuevo Pensamiento, La ciencia de sentirse bien (1911) así como también a su libro de autoayuda personal La ciencia de ser grande (1911). Originalmente estos tres títulos fueron editados en ediciones compatibles.

## Influencia
La ciencia de hacerse rico precedió a similares libros sobre éxito financiero tales como The Master Key System de Charles F. Haanel (1912) y Piense y hágase rico de Napoleón Hill (1937). Desde su primera edición ha sido publicado numerosas veces por más de un editor.
Rhonda Byrne lo citó como una de sus principales fuentes de inspiración para su popular película y libro El Secreto. Byrne explicó en el sitio web de Oprah Winfrey que, "Algo dentro de mi me mantuvo hojeando el libro página a página, y aún puedo recordar mis lágrimas golpeando las páginas mientras las leía. [...] Me permitió vislumbrar El Secreto. Fue como una llama dentro de mi corazón. Y a partir de ese momento, cada día sentía un fuego abrasador que me impulsaba a querer compartir todo su contenido con el mundo."